# Cursă grea
Cursă grea (titlul original: în engleză Take a Hard Ride) este un film western american cu elemente de Blaxploitation, realizat în 1975 de regizorul Antonio Margheriti, protagoniști fiind actorii Jim Brown, Lee Van Cleef, Fred Williamson și Catherine Spaak. 

## Rezumat
După ce a vândut cu succes o cireadă de vite pe care a adus-o din Mexic în state, pentru care a primit 86.000 de dolari, Bob Morgan moare de un atac de cord. El încredințează banii ajutorului său Frank Pike, care trebuie să-i predea soției lui Morgan, Linda, care locuiește în Sonora. În timpul călătoriei sale, Pike este urmărit de vânătorul de recompense Peter Kiefer, care angajează mai mulți pistolari pentru a-l sprijini și, după eșecul lor, încheie de asemenea un pact cu liderul Calvera și cu banda acestuia, pentru a‑și atinge scopul.
Pe de altă parte, Pike găsește un aliat în Tyree, pistolar și cartofor. Când cei doi salvează viața fostei prostituate Catherine, ea se preface că fură sacul de bani din recunoștință și astfel se expune focului bandiților. Înainte de lupta decisivă, Pike îi încredințează banii micului Chico și se retrage cu Tyree într-o mină de aur abandonată, pe care vor să o arunce în aer de îndată ce gangsterii pătrund acolo. În mod miraculos, Pike și Tyree supraviețuiesc exploziei și sunt duși de șuvoi într-un râu și astfel pot să-și continu călătoria  către Sonora.

## Distribuție
- Jim Brown – Pike
- Lee Van Cleef – Kiefer
- Fred Williamson – Tyree
- Catherine Spaak – Catherine
- Jim Kelly – Kashtok
- Dana Andrews – Morgan
- Barry Sullivan – Kane
- Harry Carey, Jr. – Dumper
- Robert Donner – Skave
- Charles McGregor – Cloyd
- Leonard Smith – Cangey
- Ronald Howard – Halsey
- Ricardo Palacios – Calvera
- Robin (Baker) Levitt – Chico
- Buddy Joe Hooker – Angel

## Lansare
Filmul Cursă grea a avut premiera în Los Angeles, California pe data de 29 octombrie 1975.
În România premiera filmului a avut loc la data de 12 aprilie 1976 la cinematografele „Patria” și „Sala Palatului” din capitală.